# Красный паша
«Красный паша — Карим Хакимов» — спектакль, поставленный в 1982 году в Башкирском государственном академическом театре драмы им. М. Гафури по пьесе драматурга Нажиба Асанбаева режиссёром Леком Валиевым. Показ спектакля прекращён в 1990-е годы. Существует телеверсия спектакля, которая демонстрировалась по советскому Центральному телевидению. Сама пьеса издана в 1987 году.

## Сюжет
В основе сюжета — судьба известного советского дипломата, первого полномочного представителя молодой Советской республики в ряде арабских стран Карима Абдрауфовича Хакимова по прозванию «Красный Паша».

## В ролях
- Ахтям Абушахманов — Карим Хакимов.

## Премии и награды
- Республиканскую премию имени Салавата Юлаева 1984 года «за постановку спектакля „Красный паша“ в Башкирском ордена Трудового Красного Знамени академическом театре драмы им. М. Гафури» удостоены: автор пьесы Нажиб Асанбаев, режиссёр спектакля Лек Валиевич Валиев и исполнитель главной роли Ахтям Ахатович Абушахманов[1].